# 普尼利亞縣

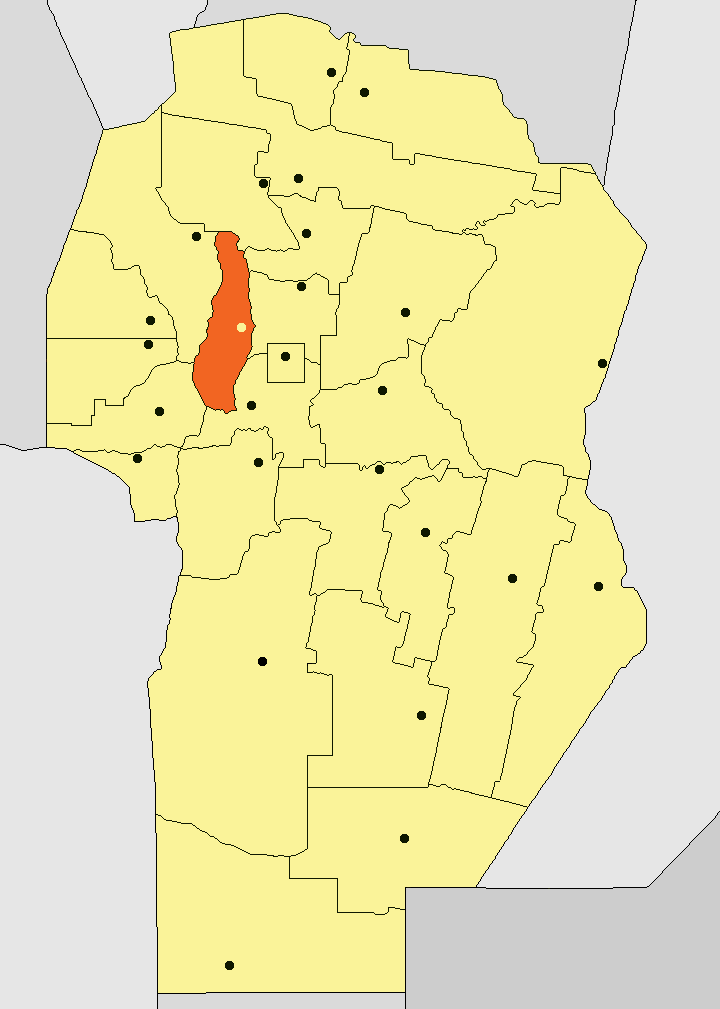

31°15′S 64°27′W / 31.250°S 64.450°W
普尼利亞縣（西班牙語：Departamento Punilla），是阿根廷的縣份，位於該國中部科爾多瓦省，面積2,592平方公里，首府設於科斯金，主要經濟活動是旅遊業，2001年人口155,124，人口密度每平方公里60人。